# Bo Sundström
Bo Sigvard Sundström (født 16. oktober 1961 i Piteå i Norrland) er en svensk sanger, guitarist og sangskriver. Bo Sundström er især kendt som medlem af Bo Kaspers Orkester. I denne sammenhæng benytter han kunstnernavnet Bo Kasper. Som Bo Sundström har han udgivet tre albums: Skåne (2004), Den lyckliges väg (2007) sammen med Frida Öhrn samt Mitt dumma jag - svensk jazz (2018).